# Haematopus chathamensis
El ostrero de las Chatham (Haematopus chathamensis) es una especie de ave caradriforme de la familia Haematopodidae endémica de las islas Chatham, pertenecientes a Nueva Zelanda. Está clasificado como especie en peligro de extinción por la UICN, ya que su población actual es de entre 310 y 325 individuos (censo de 2004). Su principal amenaza son los depredadores introducidos.

## Descripción
El ostrero de las Chatham tienen un plumaje blanco y negro característico y un pico largo y estrecho de color rojo anaranjado. Sus partes superiores, alas, cabeza y pecho de color negro, mientras que sus partes inferiores son blancas. El iris de sus ojos es amarillo y presenta anillos oculares naranjas. Sus patas son relativamente cortas y estrechas y de color rosado. Los adultos miden unos 48 cm de largo.

## Distribución
El ostrero de las Chatham se encuentra únicamente en las islas Chatham, un archipiélago situado a unos 680 km al sureste de Nueva Zelanda. Cada una de sus cuatro islas principales tiene una pequeña población reproductora.

## Comportamiento

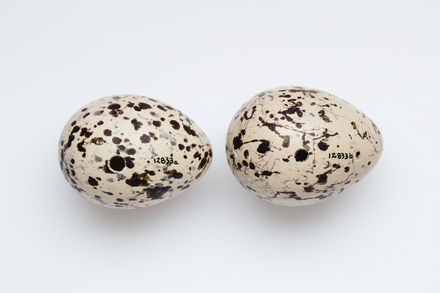
Huevos de Haematopus chathamensis

El ostrero de las Chatham se alimenta de moluscos y gusanos marinos que desentierra de la arena sondeando con su pico y golpeando las conchas para abrirlas. Construye su nido tanto en las playas arenosas como en las costas rocosas. Éste consiste simplemente en un hoyo somero. A veces lo construye entre la vegetación baja y puede estar algo más elaborado. Suelen poner entre dos y tres huevos por nidada. Los juveniles tardan tres años en alcanzar la madurez sexual y su longevidad es de unos 8 años. La tasa de éxito reproductor de cada pareja es de 0,44 polluelos por época de cría.

## Conservación
La UICN clasifica al ostrero de las Chatham como especie en peligro de extinción. En 2006 La población total de las cuatro islas de las Chatham se estima entre los 310 y 360 individuos, de los cuales menos de 250 eran individuos maduros. Se cree que la población es estable. La principal amenaza a la que tiene que hacer frente la especie es la depredación, especialmente la de los gatos asilvestrados sobre los polluelos y los huevos, y la del ganado que deambula por las playas y puede aplastar los nidos. El rascón weka (Gallirallus australis) también es un depredador de nidos de ostrero.